# Tetragondacnus spilotus
Tetragondacnus spilotus is een straalvinnige vissensoort uit de familie van de parelvissen (Carapidae). De wetenschappelijke naam van de soort is voor het eerst geldig gepubliceerd in 2007 door Anderson & Satria.